# Nižná Rybnica
Nižná Rybnica (bis 1927 auch slowakisch Nižné Rybnice; ungarisch Alsóhalas, 1939–1945 Alsóribnice – bis 1907 Alsóribnyice) ist eine Gemeinde im äußersten Osten der Slowakei mit 419 Einwohnern (Stand 31. Dezember 2024), die zum Okres Sobrance, einem Kreis des Košický kraj, gehört.

## Geographie
Die Gemeinde befindet sich im Osten des Ostslowakischen Tieflands am linken Ufer der Okna und wird durch den Kanal Veľké Revištia–Bežovce geteilt. Das Ortszentrum liegt auf einer Höhe von 113 m n.m. und ist zwei Kilometer von Sobrance entfernt.
Nachbargemeinden sind Ruskovce im Norden, Sobrance im Osten, Ostrov im Süden, Bunkovce im Südwesten und Veľké Revištia im Westen.

## Geschichte

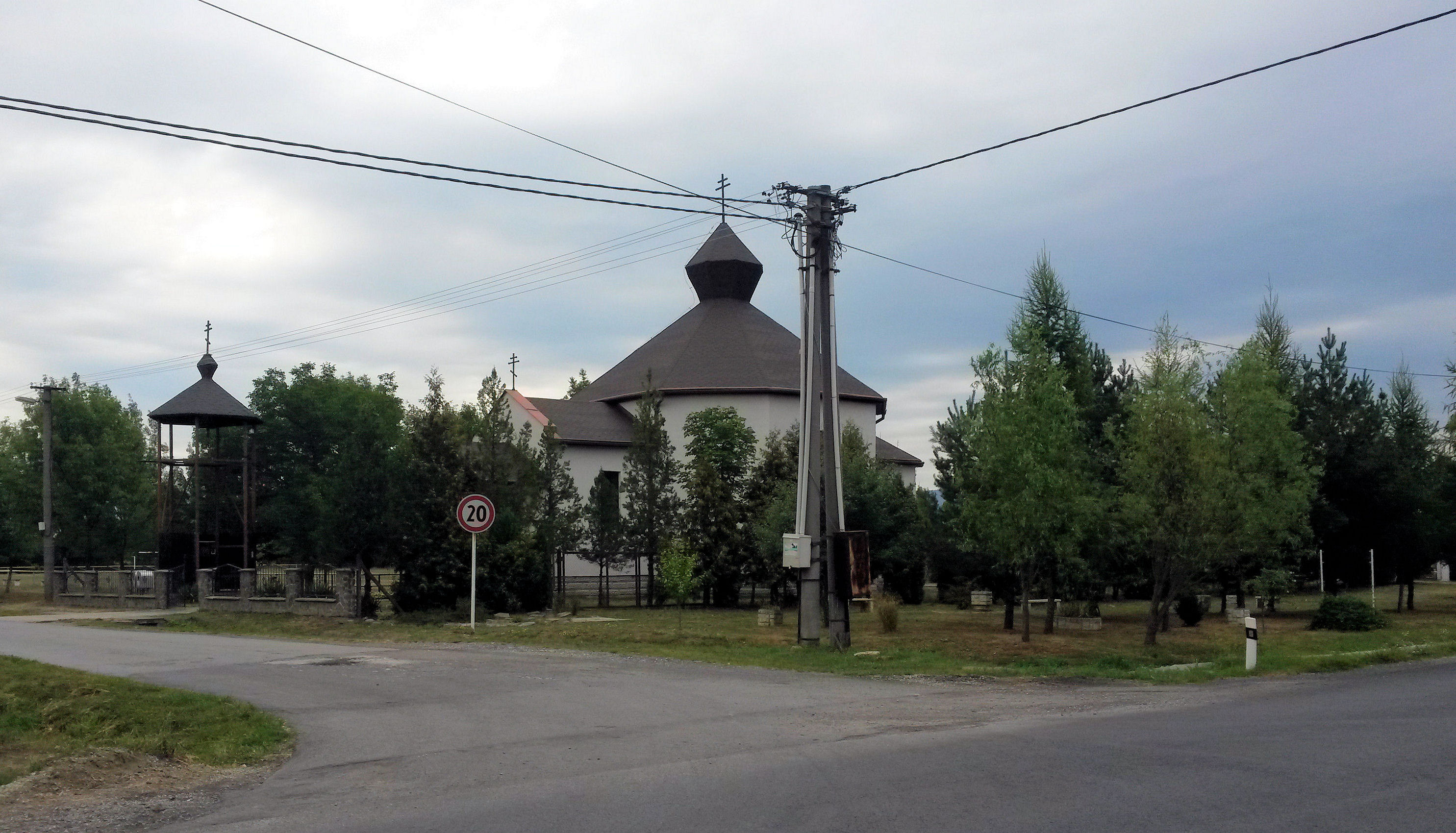
Orthodoxe Kirche

Nižná Rybnica wurde nach deutschem Recht gegründet und zum ersten Mal 1333 als Rebneche schriftlich erwähnt, weitere historische Bezeichnungen sind unter anderen Ribnyche (1358), Naghrebnycze (1449), Ribnike (1481) und Nowé Rybnice (1808). Das Dorf war Teil des Herrschaftsgebiets von Großmichel und Jasenov, im 19. Jahrhundert besaß die Familie Draveczky die Ortsgüter. 1715 gab es drei Haushalte und das Dorf war fast entvölkert. 1828 zählte man 50 Häuser und 429 Einwohner, die Gemeinde umfasste große Gartenflächen.
Bis 1918/1919 gehörte der im Komitat Ung liegende Ort zum Königreich Ungarn und kam danach zur Tschechoslowakei beziehungsweise heute Slowakei. In der Zeit der ersten tschechoslowakischen Republik waren die Einwohner als Landwirte beschäftigt. Als Folge des Slowakisch-Ungarischen Kriegs war der Ort von 1939 bis 1944 noch einmal Teil Ungarns. Nach dem Zweiten Weltkrieg wurde die örtliche Einheitliche landwirtschaftliche Genossenschaft (Abk. JRD) 1949 (1953 wieder aufgelöst) und erneut 1957 gegründet und 1962 in das Staatsgut eingegliedert, ein Teil der Einwohner pendelte zur Arbeit nach Sobrance, Michalovce und Košice.

## Bevölkerung
| Jahr                | 1994 | 2004     | 2014    | 2024    |
| ------------------- | ---- | -------- | ------- | ------- |
| Anzahl der Personen | 355  | 410      | 421     | 419     |
| Unterschied         |      | +15,49 % | +2,68 % | −0,47 % |

| Jahr                | 2023 | 2024    |
| ------------------- | ---- | ------- |
| Anzahl der Personen | 416  | 419     |
| Unterschied         |      | +0,72 % |

Nach der Volkszählung 2011 wohnten in Nižná Rybnica 422 Einwohner, davon 403 Slowaken, neun Russinen, zwei Ukrainer und ein Pole. Zwei Einwohner gaben eine andere Ethnie an und fünf Einwohner machten keine Angabe zur Ethnie.
157 Einwohner bekannten sich zur griechisch-katholischen Kirche, 138 Einwohner zur römisch-katholischen Kirche, 73 Einwohner zur orthodoxen Kirche sowie jeweils ein Einwohner zur Evangelischen Kirche A. B., zur evangelisch-methodistischen Kirche und zur reformierten Kirche. 20 Einwohner waren konfessionslos und bei 31 Einwohnern wurde die Konfession nicht ermittelt.

## Bauwerke
- griechisch-katholische Kirche Schutz der allheiligen Gottesgebärerin im neoklassizistischen Stil aus dem Jahr 1908[6]
- orthodoxe Kirche Entschlafung der allheiligen Gottesgebärerin

## Verkehr
Durch Nižná Rybnica passiert die Cesta I. triedy 19 („Straße 1. Ordnung“) zwischen Michalovce und Sobrance, während die Cesta III. triedy 3797 („Straße 3. Ordnung“) im Ort beginnt und nach Bunkovce und Blatné Remety führt und die kurze Cesta III. triedy 3798 beide Ortsteile verbindet.